# Bembidion nitidum
Bembidion nitidum är en skalbaggsart som beskrevs av Kirby. Bembidion nitidum ingår i släktet Bembidion och familjen jordlöpare. Inga underarter finns listade i Catalogue of Life.

## Bildgalleri

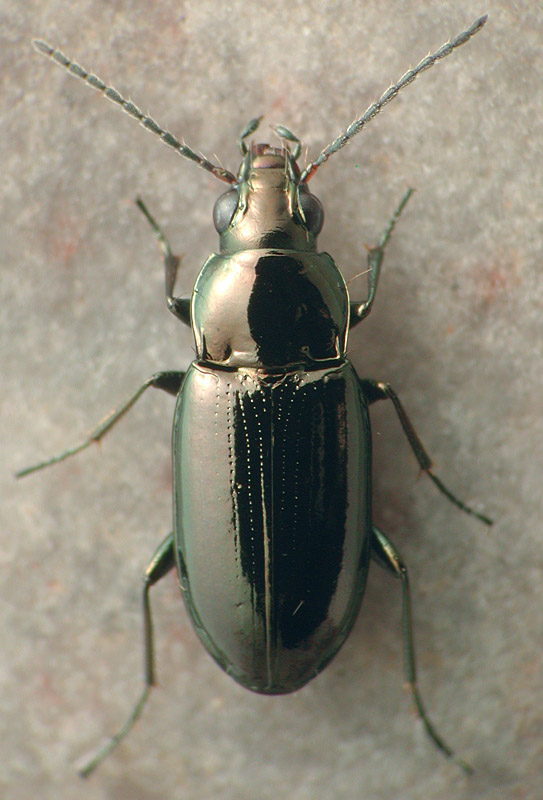